# Wau (Papua-Nowa Gwinea)

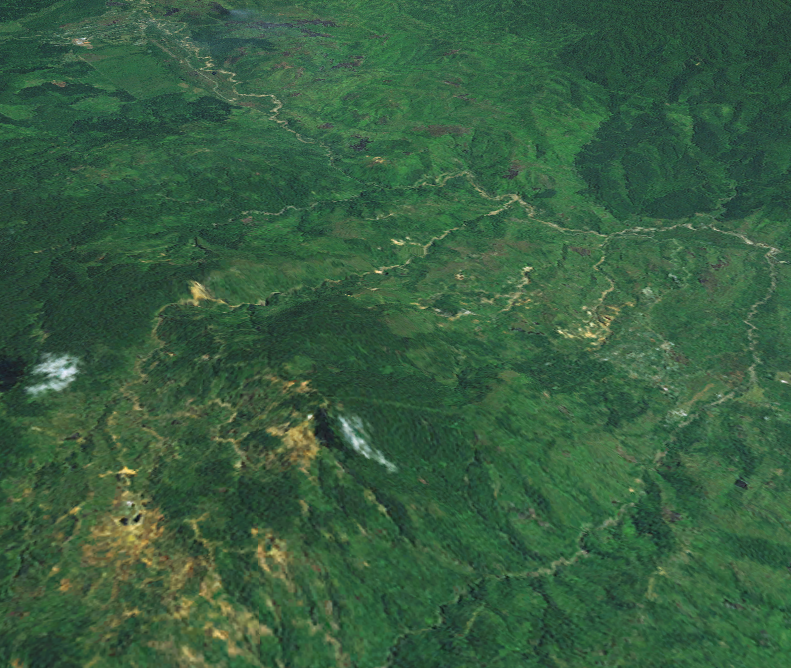
Zdjęcie satelitarne miasta Wau wykonane przez NASA

Wau – miasto w Papui-Nowej Gwinei (prowincja Morobe). Według danych szacunkowych na rok 2013 liczy 9443 mieszkańców.